# Grendel (België)
Grendel is een plaatsje in de gemeente Attert in het Land van Aarlen, het Luxemburgstalige deel van de Belgische provincie Luxemburg op de grens met Luxemburg.
Het riviertje de Attert stroomt door het dorp.

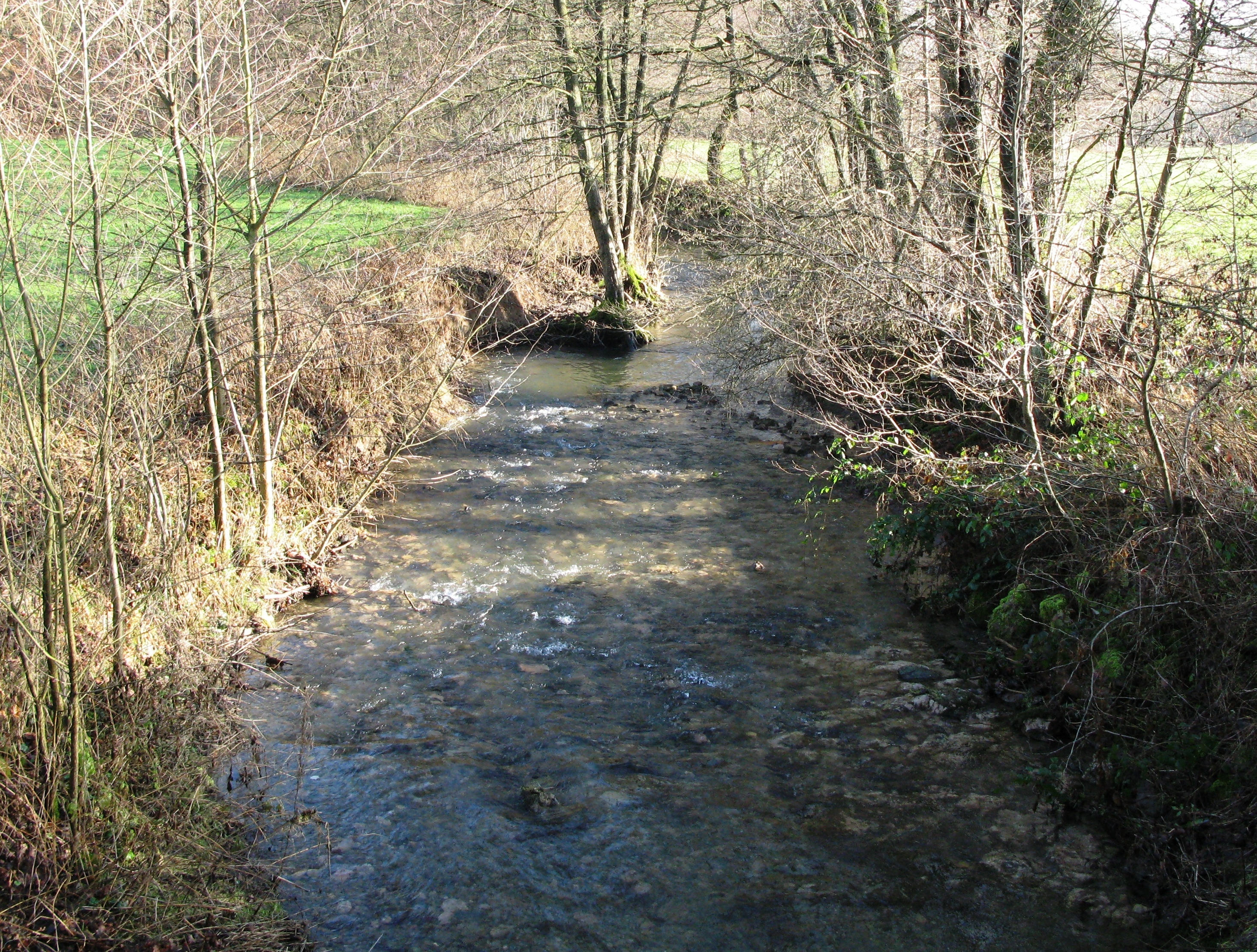
Het riviertje de Nothomb nabij Grendel.

Deelgemeenten: Attert · Nobressart · Nothomb · Thiaumont · Tontelange

Overige kernen: Almeroth · Grendel · Heinstert · Lischert · Lottert · Louchert · Luxeroth · Metzert · Parette · Post · Rodenhoff · Schadeck · Schockville

Belgische gemeenten · Arrondissement Aarlen · Luxemburg · Wallonië